# Aire and Calder Navigation

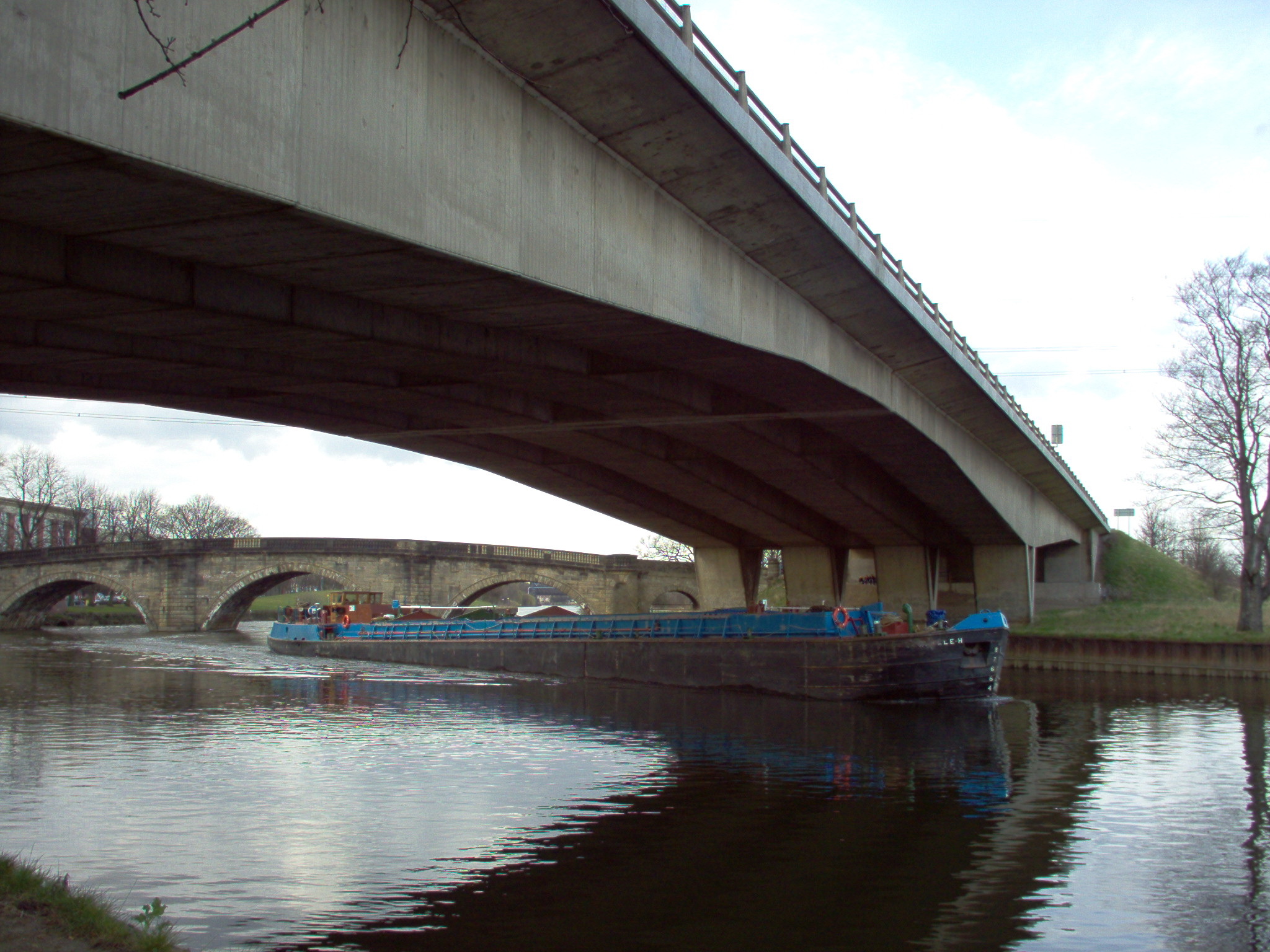
Un campinois sur le canal d'Aire & Calder.

Ouverte en 1704, l'Aire and Calder Navigation est un système de canalisations et d'aménagements de la rivière Aire et la rivière Calder construit au tout début du XVIIIe siècle dans la région du Yorkshire de l'Ouest, dans le nord-ouest de l'Angleterre.

## Histoire et parcours

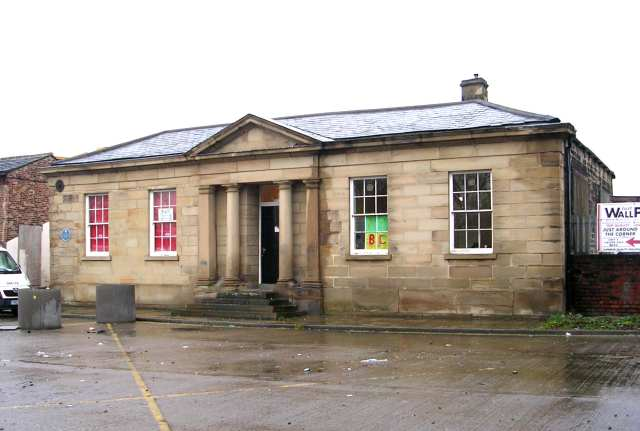
Ancienne salle du conseil d'administration de la société, Wakefield

En 1699, le Parlement britannique vota une loi pour améliorer la navigabilité des deux rivières, par la création de raccourcis équipés d'écluses.
John Hadley fut engagé comme ingénieur et acheva le travail en 1704, avec 12 écluses sur la rivière Aire et 4 sur la rivière Calder, d'environ 20 mètres sur cinq.
Le trafic était surtout lainier, en provenance de Leeds, Wakefield, et Halifax, avec également des importations de maïs du Lincolnshire. La navigation fut progressivement améliorée par de nouveaux raccourcis pour les passages les plus difficiles, en particulier dans le dernier quart de siècle par les ingénieurs civils John Smeaton et William Jessop, en particulier le creusement sur dix kilomètres du Canal de Selby, qui prit de vitesse un projet au même moment de la Leeds and Liverpool Canal company.
Les travaux de l'historien anglais Tony Stuart Willan ont montré l'importance de la navigation fluviale aux XVIIe et XVIIIe siècles en Grande-Bretagne, et sa grande complémentarité avec le cabotage puis avec la circulation marchande sur les canaux à partir de la seconde partie du XVIIIe siècle.